# Horvátország zászlaja
Horvátország zászlaja három egyenlő, vízszintes sávból áll, amelyek felülről lefelé rendre piros, fehér és kék színűek. A középső fehér sávban a horvát címer látható. A mai lobogó a pánszláv színek hatására alakult ki még 1848-ban.

## Eredete
A tipikusan fehér-kék-piros színekből összetevődő szláv trikolór az ország forradalmi eszméivel együtt született meg, amikor a Habsburg Birodalmat szinte minden részét forradalom rázta meg. Az így létrejött egységes zászló egyesítette a Horvát (vörös-fehér), a Szlavón (kék-fehér) és a Dalmát Királyság (kék-sárga) zászlóinak színeit. A pánszláv színekkel rendelkező zászlót hivatalosan 1848 óta használják (eltekintve a Jugoszláv Királyság időszakától). Az 1941-ben létrejött Független Horvát Állam a maihoz hasonló zászlót adoptált, különbséget az egyszerűbb címer és az usztasa jelvény jelentett. 1945-től a fasisztának nevezett címer helyére egy arany szegélyű vörös csillag került, amelyet 1990-ben távolítottak el. Felmerült az igény a címer nélküli zászlóra is, de ezt az elrendezést már Hollandia 1815-től használja, a horvátok pedig ragaszkodtak a vörös-fehér-kék elrendezéshez. Ennek következtében jött létre a vörös-ezüst „sakkmintás” címerpajzs, rajta az öt történelmi régió (Horvátország, Raguza, Dalmácia, Isztria, Szlavónia) címerével alkotott koronával. A mai zászló 1990. december 22-től hivatalos.

Horvátország zászlaja a 10–16. század között
Horvát-Szlavónország nem hivatalos zászlaja 1848-ig
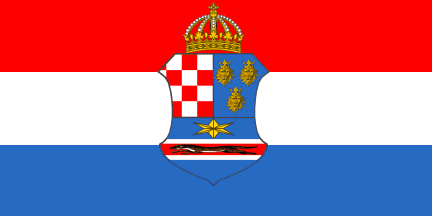
A Horvát Királyság zászlaja 1848–1852 között
A Horvát Királyság zászlaja 1852–1868 között
A Szlavón Királyság zászlaja 1852-1868 között
A Dalmát Királyság zászlaja 1820-1918 között
Horvát-Szlavónország zászlaja 1868-1918 között
A Szlovén-Horvát-Szerb Állam zászlaja 1918-ban
A Horvát Bánság zászlaja 1939-1941 között Jugoszláviában
A Független Horvát Állam zászlaja 1941–1945 között
Horvát partizánok zászlaja a második világháború alatt
Szerb-horvát partizánok zászlaja a második világháború alatt
Horvátország zászlaja 1945-1990 között, Jugoszláviában
Horvátország ideiglenes zászlaja 1990-ben

## Hivatalos állami zászlók

A köztársasági elnök zászlaja
Haditengerészeti zászló
Tengeri kereskedelmi zászló
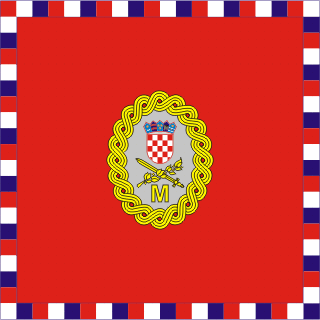
A hadügyminiszter tengeri lobogója
A vezérkari főnök tengeri zászlaja
A haditengerészet parancsnokának lobogója
A flotta tengernagyának zászlaja
A haditengerészet admirálisának zászlaja
A haditengerészet helyettes tengernagyának lobogója
A haditengerészet ellentengernagyának lobogója
A Commodore lobogója
A haditengerészeti flotta parancsnokának lobogója
A haditengerészeti flottillák parancsnokának lobogója
A haditengerészeti hadosztályparancsnokának lobogója
A haditengerészet egy csoportjának parancsnoki lobogója
A haditengerészet legmagasabb rangú parancsnokának lobogója
Horvát hadihajók zászlaja
A horvát parlament elnökének zászlaja
A Horvát Köztársaság kormányfőjének zászlaja
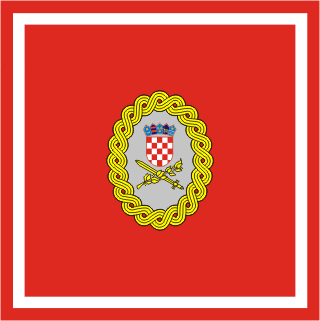
A fegyveres erők tábornokának zászlaja

## Lásd még
- Horvátország címere

## Külső hivatkozások
- Horvátország zászlaja a Világ zászlói (Flags of the World) weboldalon